# 안비취
안비취(安翡翠, 1926년 3월 21일 ~ 1997년 1월 3일)는 대한민국의 국악인이다. 본명은 안복식(安福植)이다.

## 생애
서울 효자동에서 태어났다. 하규일, 최정식(崔貞植) 명창에게서 가곡과 가사를 배웠다. 1950년대말 사단법인 한국국악협회를 만들었다. 유산가‧제비가‧소춘향가‧십장가를 종목으로 1975년 중요무형문화재 제57호 경기민요 예능보유자로 지정됐다. 국가무형문화재 경기민요 12잡가 기능보유자이다. 한국전쟁 이후 본격적인 음악활동을 전개하였고 TV와 라디오에 출연하여 대중들에게 민요를 선보였고 한국민요연구회 회장을 비롯하여 국악과 관련된 각종 사회단체에서 활발한 활동을 전개하였다.
이러한 공로를 인정받아 1972년 문화공보부 장관상, 1992년 제 19회 한국방송대상 국악인상 등을 수상하였다.
1. ↑  “한국방송대상 KBS'자본주의…'”. 한겨레신문. 1992년 9월 4일. 2023년 4월 12일에 확인함.